# Rodulf van Sint-Truiden
Rudolf of Rodulf van Sint-Truiden, gelatiniseerd Rodulfus Trudonensis (Moustier-sur-Sambre, ca. 1070 – Sint-Truiden, 6 maart 1138) was een benedictijner abt, kroniekschrijver, muziekwetenschapper, componist en dichter.

## Leven

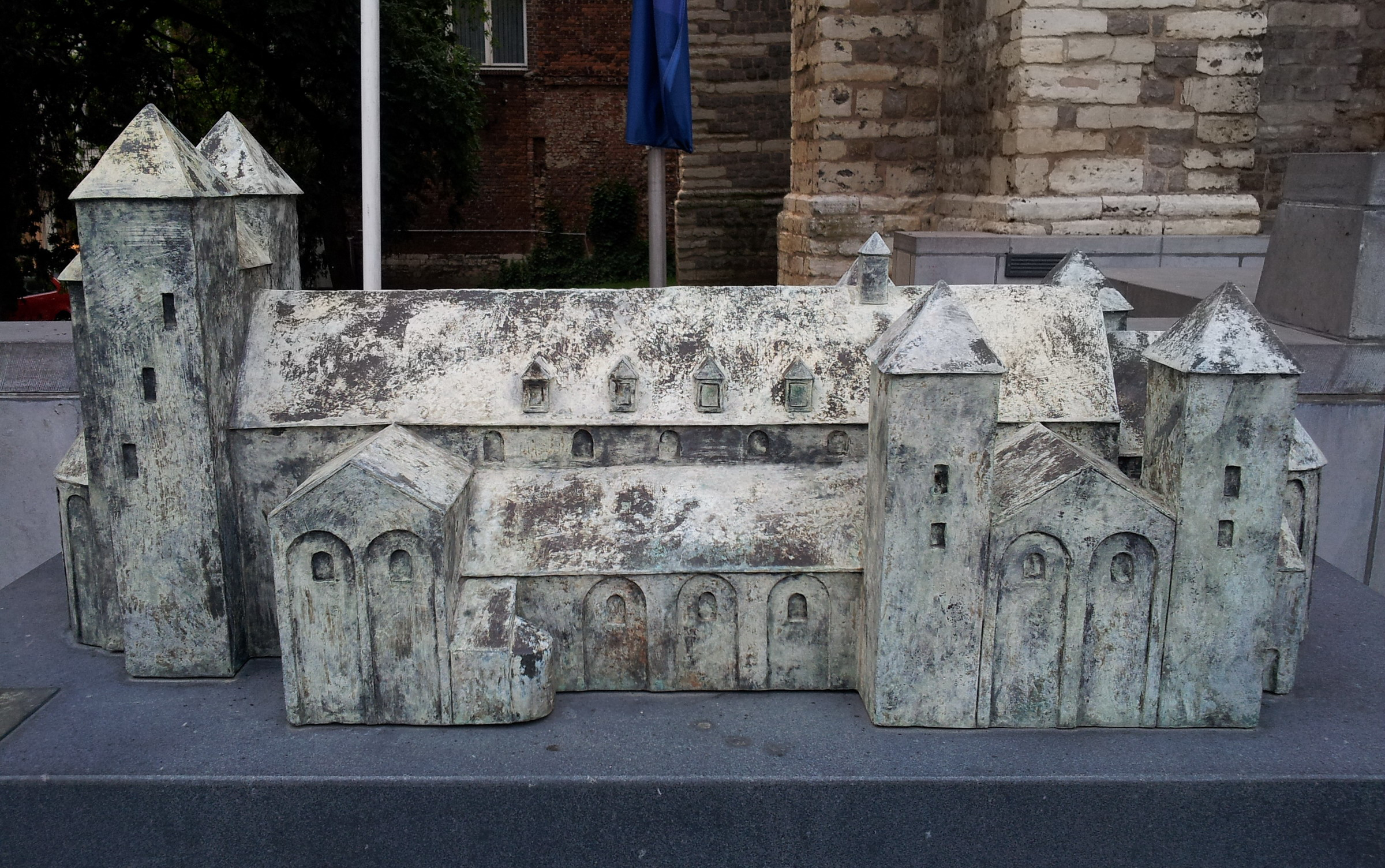
Maquette van de kerk van de Sint-Trudo-abdij

Van geboorte was Rodulf een halfvrije uit het Naamse. Hij studeerde in de kathedraalschool van Luik en legde de geloften af in de abdij van Burtscheid. Omdat hij de tucht onvoldoende vond, ging hij er in 1091 weg en kwam hij na passages in Hersfeld en Gladbach terecht in de abdij van Sint-Truiden. Hij was er scholaster en prior (1101), maar raakte bij de dood van abt Diederik (1107) in conflict met diens opvolger Herman. Toen bisschop Adalbero IV van Metz weigerde tussen te komen, vertrok Rodulf naar de Sint-Laurentiusabdij van Luik. Onder druk van de keizer moest Herman het volgende jaar aftreden en werd Rodulf op 30 januari 1108 in Sint-Truiden tot abt verkozen.
Rodulf was economisch zeer actief. Toen de abdij in 1114 werd geplunderd door een vazal van hertog Godfried I van Leuven, liet hij haar onmiddellijk herstellen en werd drie jaar later de abdijkerk weer ingewijd. In 1118 was hij op het concilie van Fritzlar, dat keizer Hendrik V in de ban deed. Nadat hij in de Luikse bisschopsverkiezing partij had gekozen voor de pauselijke kandidaat Frederik van Namen, dwong de keizer hem in 1121 de Sint-Trudo-abdij te verlaten. Hij begon aan een tocht langs abdijen in Affligem, Gent, Luik en Deutz. Nog hetzelfde jaar werd hij abt van de Sint-Pantaleonabdij te Keulen. Dankzij de bisschopsverkiezing van Adalbero van Leuven in 1123 kon hij naar Sint-Truiden terugkeren. Twee keer vergezelde hij Alexander van Gulik naar Rome, maar hij kon niet verhinderen dat deze in 1134 schuldig werd bevonden aan simonie. Rodulf raakte verlamd en overleed in 1138.

## Werk

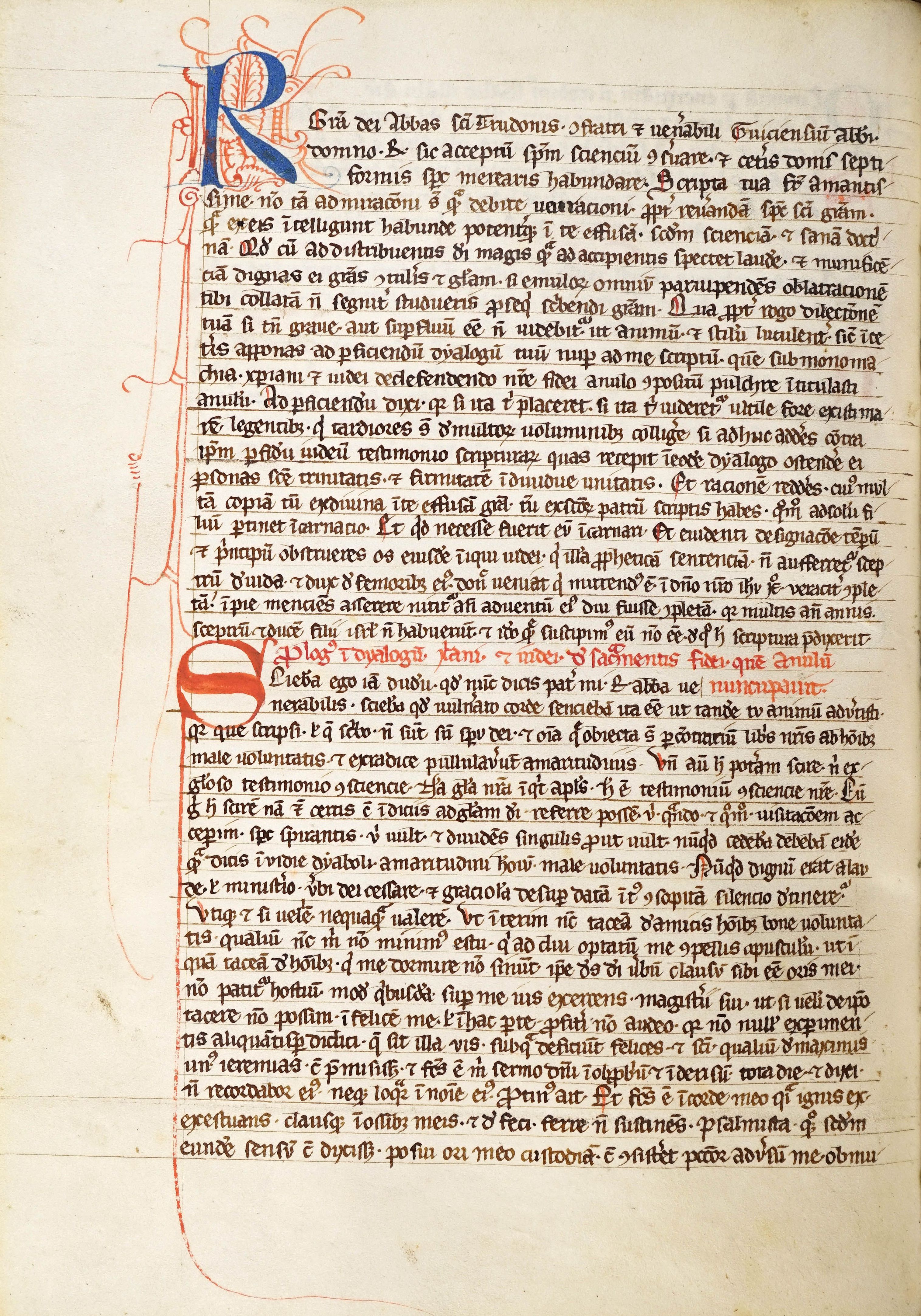
Een brief van Rudolf van Sint-Truiden

Rodulf schreef kort na 1115 de eerste zeven boeken van de abdijkroniek van Sint-Truiden en in 1136 het negende (een brief aan bisschop Stefanus van Metz). Van zijn omvangrijke correspondentie zijn nog enkele brieven bewaard. Ook was hij de auteur van twee niet-bewaarde werken tegen simonie en componeerde hij liturgische muziek in de stijl van Hermannus Contractus. Hij gebruikte de methode en muzieknotatie van Guido van Arezzo. Van zijn poëzie is onder meer het gedicht bewaard dat hij schreef bij de dood van zijn voorganger Diederik van Sint-Truiden.

## Geschriften
De volgende werken worden toegeschreven aan Rodulf van Sint-Truiden:
- Gesta abbatum Trudonensium (abtenkroniek)
- Laberinthus primae Simonis (verloren)
- Contra Simoniacos (verloren)
- Poema de Theoderico Trudonensi (gedicht)
- Epistolae quattuor (brieven)
- Epistola ad Rupertum Tuitiensem (brief)
- Poema de Trudone (gedicht)
- Carmen in memoriam Theoderici abbatis
- Versus de prole coenobiali
- Nicolai alter homo
- Carmina sex
- De virginitate beatae Mariae (gedicht)
- Carmen Trudonense
- Quaestiones in Musica

## Uitgaven en vertalingen
- Rudolf Köpke, "Gesta abbatum Trudonensium", in: Monumenta Germaniae Historica. Scriptores, vol. 10, 1852, p. 227-272, 281-291
- Camille de Borman, Chronique de l'abbaye de Saint-Trond, vol. 1, 1877, p. 1-119, 141-170
- Rudolf Steglich, Die Quaestiones in Musica. Ein Choraltraktat des zentralen Mittelalters und ihr mutmaßlicher Verfasser Rudolf von St. Trond (1070–1138), Leipzig, 1911
- Jozef Aerts, "Onuitgegeven gedichten van Rodulf van Sint-Truiden", in: Het oude land van Loon, 1956, p. 47-60
- Kroniek van de abdij van Sint-Truiden, vol. I, 1 ste deel: 628-1138, eds. J.C.G.M. Jansen en W. Jappe Alberts, vert. Émile Lavigne, 1986 op shclimburg.nl, (gearchiveerde link)  (Nederlandse vertaling van de Gesta Abbatum Trudonensium)